# Tuartas
Tuartas es un despoblado español del municipio de Fiscal, perteneciente a la provincia de Huesca, en la comunidad autónoma de Aragón.

## Historia
Hacia mediados del siglo XIX, el lugar, una pardina, pertenecía al municipio de Abella y Planillo. Aparece descrito en el decimoquinto volumen del Diccionario geográfico-estadístico-histórico de España y sus posesiones de Ultramar de Pascual Madoz con las siguientes palabras:

TUARTAS: pardina en la prov. de Huesca, part. jud. de Boltaña: corresponde á Planillo y Avella ó Arbella.
(Madoz, 1849, p. 172)

El lugar, que quedó despoblado, pertenece al término municipal de Fiscal.